# ニュー・デン・スタジアム
ザ・デン （The Den）は、イングランド、ロンドンのサウス・ロンドン、サウス・バーモンジーにあるロンドン・ブリッジ駅とニュー・クロス・ゲート駅との間にあるスタジアム。
ミルウォールFCのホームスタジアムとなっている。

## 概要
1910年から使用していたザ・オールド・デンに代わって、1993年にオープン。収容人数20,146人。このスタジアムは、ミルウォールの他にTVドラマのドリーム・チームに登場するハーチェスター・ユナイテッドFCのホームスタジアムともなっている。オープンに伴い、1910年から1993年まで使用されたスタジアムはザ・オールド・デンへと改称され、現在使用しているスタジアムをザ・デンと命名した。

## スタンド
ウェスト・スタンド (West Stand)、2層構造のメインスタンド。全スタンド共通で1階席は勾配が緩く2階席はピッチを見やすいように勾配がきつく設計されてある。
コールド・ブロウ・レーン（サウス）スタンド (Cold Blow Lane (South) Stand)、ホームサポーター側ゴール裏スタンド。2層構造。
イースト・スタンド (East Stand)、2層構造のバックスタンド。ノース・スタンド側コーナーに大型ビジョンが設置されている。
ノース・スタンド (North Stand)、アウェーサポーター席が設定されているゴール裏スタンド。2層構造。

## 入場者数

### 平均入場者数
- 2007-2008: 8,669人（フットボールリーグ1）
- 2006-2007: 9,452人（フットボールリーグ1）
- 2005-2006: 9,529人（チャンピオンシップ）
- 2004-2005: 11,656人（チャンピオンシップ）
- 2003-2004: 10,497人（ディビジョン1）
- 2002-2003: 8,512人（ディビジョン1）

### 最多入場者数
- 48,672人 （FAカップ 5回戦） ミルウォール v ダービー・カウンティ, 1937.2.10
- 20,093人 （FAカップ 3回戦） ミルウォール v アーセナル, 1994.1.10